# Katya Zamolodchikova

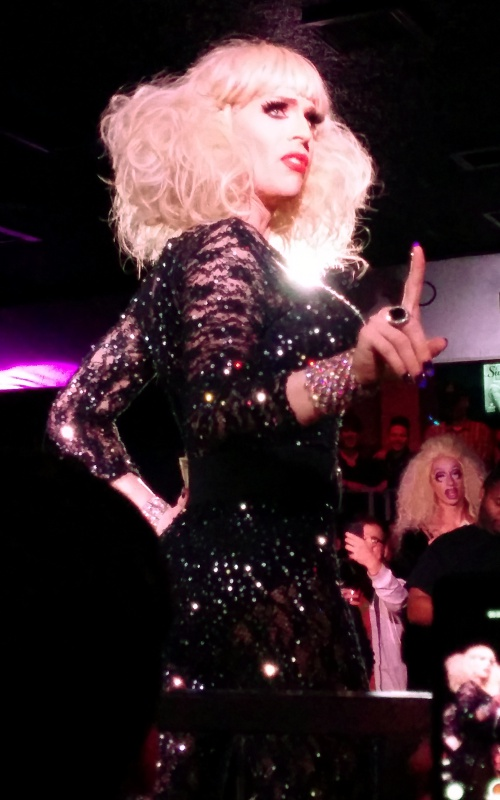
Katya Zamolodchikova bei einem Auftritt in San Francisco 2015

Yekaterina Petrovna Zamolodchikova (russisch Екатери́на Петро́вна Замоло́дчикова, geboren 1. Mai 1982 in Boston als Brian Joseph McCook), oft nur als Katya (russisch Катя) bezeichnet, ist eine US-amerikanische Dragqueen, Komikerin und Schauspielerin. Katya ist vor allem durch ihre Teilnahme an der siebten Staffel von RuPaul’s Drag Race und der zweiten Staffel des Ablegers RuPaul’s Drag Race All Stars sowie ihre häufigen künstlerischen Zusammenarbeiten mit ihrer Kollegin Trixie Mattel bekannt, die ebenfalls an der siebten Staffel von RuPaul’s Drag Race teilnahm. Im Juni 2019 wurde Katya von New York zu einer der 20 einflussreichsten Dragqueens der Vereinigten Staaten ernannt.

## Leben
McCook wurde in Boston im US-Bundesstaat Massachusetts geboren, wo er auch aufwuchs. Im Jahr 2001 machte McCook seinen Abschluss an der örtlichen High School und war ein Jahr lang Student an der Boston University, bevor er auf das Massachusetts College of Art and Design in derselben Stadt wechselte. Dort studierte er als Mitglied eines Programms des The Studio for Interrelated Media, einer Kunstfakultät, Video- und Performancekunst. In seinem letzten Studienjahr zeigte McCook erstmals Interesse an Drag und erstellte für sein Abschluss-Portfolio eine Videoshow, in der er eine russische Dragqueen verkörperte.
Der Nachname Zamolodchikova seiner Kunstfigur ist eine Anspielung auf Jelena Michailowna Samolodtschikowa, eine von McCooks Lieblings-Turnerinnen. McCook besuchte mehrere Sprachkurse und benutzte eine Sprachlern-Kassette, um den Akzent zu perfektionieren. Neben Russisch spricht er auch fließend Französisch und beherrscht zudem etwas Japanisch sowie Portugiesisch.
Im Januar 2018 kündigte McCook an, seine Tätigkeit in der Drag-Szene für unbestimmte Zeit zu pausieren, als Grund gab er Probleme mit seiner geistigen Gesundheit an, zudem wurde seine Comedy-Tour mit dem Titel Help Me, I’m Dying auf Frühjahr 2019 verschoben. Im März 2018 verkündete McCook in seinem Podcast, aufgrund eines Methamphetamin-Rückfalls eine Psychose erlitten zu haben. Aus diesem Grund verbrachte er einige Zeit bei seiner Familie und suchte schließlich eine Entzugsklinik in Arizona auf.

## Karriere

### Anfänge
Von 2006 bis 2013 arbeitete Katya als Darstellerin in der alternativen Drag-Bar Jacques Cabaret in Boston. Dort war sie zunächst Ensemblemitglied der monatlichen Revue mit dem Titel TraniWreck, sie trat auch bei in der Bar stattfindenden Junggesellinnen-Abenden auf. 2011 erhielt Katya schließlich in der Bar ihre eigene von ihr moderierte Show namens Perestroika. Dadurch wuchs auch ihre Popularität in der lokalen Drag-Szene, wobei sie insbesondere durch ihre vermeintlich russische Herkunft sowie humorvollen, extravaganten Auftritte herausstach. Sie sang auch oft Lipsyncs, beispielsweise russische Versionen von My Heart Will Go On in einem Boot-Outfit sowie Memory aus Cats in einer Art Katzenklo, des Weiteren Lieder unter anderem von Alla Borissowna Pugatschowa, T.A.T.u. und Natalja Iljinitschna Ionowa.

### RuPaul’s Drag Race
Katya hatte sich viermal erfolglos für RuPaul’s Drag Race beworben, wurde aber schließlich Ende 2014 als Teilnehmerin der siebten Staffel angekündigt. Sie wurde bereits in der ersten Folge der dritten Staffel neben weiteren Kandidatinnen wie Chad Michaels vorgestellt, die 2011 zum Vorsprechen gekommen waren, aber nicht genommen wurden.
In ihrer Staffel gewann Katya zwei der insgesamt elf Challenges genannten Aufgaben, dies waren die Vorführung eines Sketches über die Juroren RuPaul, Michelle Visage und Merle Ginsberg sowie ein Live-Partnertanz mit Violet Chachki. In der zweiten Folge befand sich Katya unter den letzten Zwei und musste gegen eine andere Teilnehmerin im Lipsync antreten, konnte durch den Sieg aber ihr Ausscheiden verhindern. In der elften Folge schied sie schließlich nach dem Lipsync aus, wobei diese Entscheidung aufgrund ihrer hohen Popularität unter den Zuschauern in den Medien kontrovers diskutiert wurde. In der vorletzten Folge der Staffel wurde Katya zur Miss Congeniality gekrönt, den Titel erhielt bis zur neunten Staffel stets die vor dem Finale ausgeschiedene, beim Fernsehpublikum beliebteste Teilnehmerin.
Am 17. Juni 2016 verkündete Logo die Teilnehmerinnen der zweiten Staffel von RuPaul’s Drag Race All Stars, einem Ableger, an dem nur ehemalige Kandidatinnen der Hauptserie teilnehmen, unter diesen befand sich auch Katya. Sie gewann drei der acht Challenges. Dabei handelte es sich um das Improvisations-Spiel Snatch Game, bei dem sie Björk imitierte, Marketing und Design für ein eigenes, fiktives Produkt (in Katyas Fall ein Anti-Angst-Spray) sowie ein Makeover ihrer Mutter zur Dragqueen. Katya befand sich in der dritten und vierten Folge unter den letzten Kandidatinnen, aufgrund einer Regeländerung traten allerdings die besten Teilnehmerinnen jeder Folge im Lipsync gegeneinander an, die Gewinnerin entschied schließlich, wer ausscheiden musste, Katya wurde nicht ausgewählt und blieb so im Wettbewerb. Katya erreichte schließlich das Finale und wurde nach dem letzten Lipsync Zweitplatzierte.
2018 war Katya in einer prominenten Rolle des in Russland spielenden Films Hurricane Bianca: From Russia with Hate zu sehen, einer Fortsetzung von Hurricane Bianca mit Bianca Del Rio und Rachel Dratch in den Hauptrollen aus dem Jahr 2016.

### Weitere Arbeiten
Auf ihrem offiziellen YouTube-Kanal, den sie seit Dezember 2014 betreibt, veröffentlicht Katya regelmäßig eigene Comedy-Webserien, unter anderem RuGRETS über Situationen in ihrem Leben, die sie rückblickend betrachtet anders gemacht hätte, RuFLECTIONS, in der sie über ihren fiktiven Alltag berichtet und „philosophische“ Gedanken äußert, Drag 101, eine Art Dokumentation über die Drag-Kunst, Total RuCall über ihre Teilnahme bei RuPaul's Drag Race All Stars sowie Irregardlessly Trish über ihre Nachbarin Trish, eine Friseurin, die in einem Müllcontainer in Boston wohnt, seit Kurzem frei von Drogen (mit Ausnahme von Cannabis) ist und im Jacques Cabaret auftritt. Katya schreibt zusammen mit Avi Paul Weinstein Drehbücher für ihre Sketche, improvisiert allerdings auch oft in diesen.
Im März 2018 fungierte Katya erstmals als Co-Moderatorin des Podcasts Whimsically Volatile von Craig MacNeil, in dem mit wechselnden Gästen neben deren Privatleben vor allem Themen der Pop-, Drag- und LGBT-Kultur besprochen werden. Katya war 2018 in mehreren Episoden zu hören, im Jahr 2019 allerdings nur noch sporadisch, bevor MacNeil im November desselben Jahres das Ende der Zusammenarbeit bekannt gab.
Im Frühjahr 2019 startete Katyas internationale Stand-up-Sketch-Tour mit dem Titel Help Me I’m Dying, ein Auftritt im Wilbur Theatre in Boston wurde für einen einstündigen Fernsehfilm selben Namens gefilmt, der im Februar 2020 als Video-on-Demand unter anderem auf Prime Video veröffentlicht und am 4. März desselben Jahres auf Logo gesendet wurde. Am 13. November veröffentlichte Katya ihre erste EP Vampire Fitness. An den beiden Liedern Come in Brazil sowie Ding Dong! wirkten Katyas Kolleginnen Alaska Thunderfuck beziehungsweise Trixie Mattel mit.

### Zusammenarbeit mit Trixie Mattel

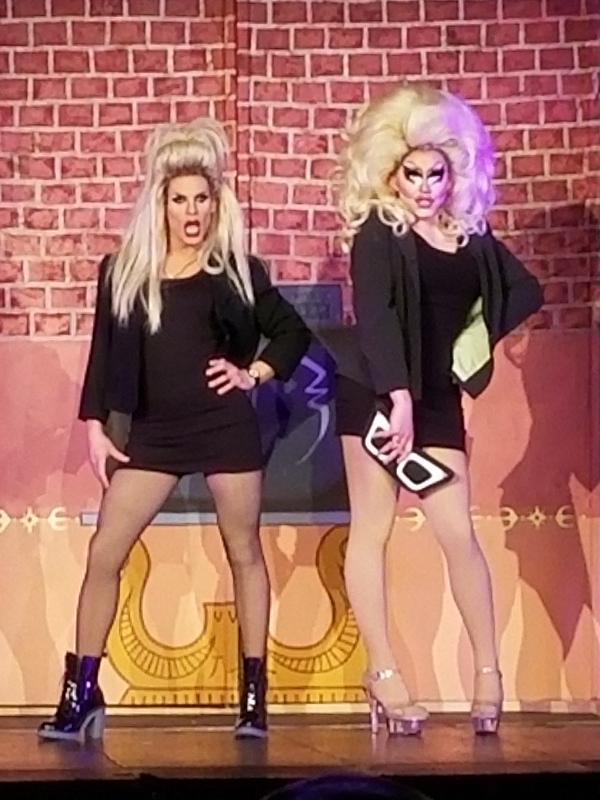
Katya und Mattel in einem Theaterstück 2017

Am 25. März 2016 wurde erstmals UNHhhh auf dem YouTube-Account von World of Wonder ausgestrahlt, der Drag Race-Produktionsfirma. In dieser besprechen Katya und Trixie Mattel humorvoll verschiedene Themen, die oft eine Verbindung zur Drag-Kultur oder LGBT-Gemeinschaft haben. Die Serie wurde für einen Streamy Award in der Kategorie Show des Jahres nominiert und aufgrund ihrer Beliebtheit für bisher vier weitere Staffeln verlängert, die neben YouTube auch auf dem Streaming-Dienst WOW Presents Plus angesehen werden können.
Katya war zudem beim Lied The Night Before Contact auf Mattels Weihnachts-Album Homemade Christmas zu hören, das am 1. Dezember 2017 veröffentlicht wurde.
Am 18. August 2017 wurde ein UNHhhh-Ableger mit dem Titel The Trixie & Katya Show angekündigt, der ebenfalls von World of Wonder produziert und auf Viceland ausgestrahlt wurde, der zum Magazin gehört. The Trixie & Katya Show war eine Comedy-Talkshow zu unterschiedlichen Themen, allerdings interviewten die Moderatorinnen im Gegensatz zu UNHhhh auch Gäste beziehungsweise Passanten in Straßenumfragen und präsentierten Produkte, Spiele sowie Alltags-Tipps. Die Sendung umfasste eine Staffel, die aus 14 Episoden bestand. Sie feierte ihre Premiere am 15. November 2017, allerdings konnte Katya die letzten fünf Episoden vom 28. Februar bis zum 28. März 2018 aufgrund ihrer Therapie nach ihrem Rückfall nicht moderieren, weswegen ihre Kollegin Bob the Drag Queen für sie einsprang.
Seit November 2019 moderieren Katya und Trixie Mattel auf dem offiziellen YouTube-Kanal von Netflix die Webserie I Like to Watch, in der sie zusammen Eigenproduktionen des Senders wie beispielsweise The Crown oder AJ and the Queen ansehen und kommentieren.
Im März 2020 musste die Produktion von UNHhhh aufgrund der COVID-19-Pandemie vorübergehend pausieren. Als Ersatzsendung diente Trixie and Katya Save the World auf WOW Presents Plus, in der sich Katya und Mattel per Videochat miteinander unterhielten. In ihren jeweiligen Wohnungen beantworteten sie dabei Fragen der Zuschauer und boten diesen auch Lösungen für eingesendete Problem-Schilderungen an, ähnlich dem Segment Asking For a Friend in der The Trixie & Katya Show. Die Sendung wurde am 22. Juni eingestellt, weil wieder Folgen für UNHhhh gedreht werden konnten, die Episoden der fünften Staffel werden seit dem 5. August erneut regelmäßig ausgestrahlt.
Am 14. Juli 2020 erschien bei dem zum Penguin gehörenden Verlag Plume das Buch Trixie and Katya’s Guide to Modern Womanhood, das die beiden gemeinsam verfasst haben. In diesem geben sie den Lesern mittels Essays, Dialogen und Anleitungen humorvolle Ratschläge in Sachen Schönheit, Mode und Verschönerung der Wohn-Räumlichkeiten, auch erklären sie auf eine satirische Art und Weise, wie vor allem Frauen glücklich werden können. Das Buch konnte sich auf dem zweiten Platz der The New York Times Best Seller list in der Rubrik Ratgeber platzieren. Seit dem 6. Oktober desselben Jahres moderieren Katya und Mattel den wöchentlichen Podcast The Bald and the Beautiful, bei dem sie wie in UNHhhh über verschiedene Themenbereiche diskutieren. Im Dezember führten sie gemeinsam durch die Streamy Awards, wobei sie die Moderation wegen pandemiebedingter Hygieneverordnungen in einem fahrenden Partybus absolvierten.
Von August 2021 bis Juli 2022 gaben Katya und Mattel über Substack den Newsletter Gooped heraus. In diesem wurden wie schon in Trixie and Katya’s Guide to Modern Womanhood nicht vollkommen ernst gemeinte Ratschläge sowie Ansichten der Autorinnen über mehrere Lebensbereiche veröffentlicht.

## Bibliografie
- Trixie and Katya’s Guide to Modern Womanhood. Penguin Random House, New York City 2020, ISBN 978-0-593-08670-4.

## Filmografie (Auswahl)
- 2015: RuPaul’s Drag Race (Teilnehmerin, 5. Platz)
- 2015: RuGRETS with Katya (Webserie, elf Folgen)
- 2015: RuFLECTIONS with Katya (Webserie, elf Folgen)
- 2015–2017: Irregardlessly Trish (Webserie, zehn Folgen)
- seit 2016: UNHhhh (Webserie, Moderation)
- 2016: Drag 101 (Webserie, 21 Folgen)
- 2016: RuPaul’s Drag Race All Stars (Teilnehmerin, 2. Platz)
- 2016: Total RuCall with Katya (Webserie, neun Folgen)
- 2017–2018: The Trixie & Katya Show (Moderation, neun Folgen)
- 2018: Hurricane Bianca 2: From Russia with Hate
- 2018: Room 104 (Fernsehserie, Episode 2x03)
- seit 2019: I Like to Watch (Webserie, Moderation)
- 2019: EastSiders (Webserie, zwei Folgen)
- 2019: Stadtgeschichten (Tales of the City, Fernsehserie, Episode 1x07)
- 2019: Trixie Mattel: Moving Parts (Dokumentarfilm, Interviewpartnerin)
- 2019: The Queens (Dokumentarfilm, Interviewpartnerin)
- 2020: AJ and the Queen (Fernsehserie, Episode 1x02)
- 2020: Help Me, I’m Dying (Fernsehfilm, auch Drehbuch und Produktion)
- 2020: Love, Victor (Fernsehserie, Episode 1x08)
- 2021: Lucifer (Fernsehserie, Episode 6x02)